# Chloroclystis modesta
Chloroclystis modesta är en fjärilsart som beskrevs av Alfred Philpott 1915. Chloroclystis modesta ingår i släktet Chloroclystis och familjen mätare. Inga underarter finns listade i Catalogue of Life.